# 1644 Rafita
1644 Rafita è un asteroide della fascia principale. Scoperto nel 1935, presenta un'orbita caratterizzata da un semiasse maggiore pari a 2,5492161 UA e da un'eccentricità di 0,1544458, inclinata di 7,01660° rispetto all'eclittica.
L'asteroide è dedicato all'ultimogenito dello scopritore.
Per un certo periodo è stato considerato il prototipo di una omonima famiglia di asteroidi, chiamata appunto famiglia Rafita; recentemente tuttavia è stato riconosciuto come non correlato a questa; la famiglia relativa è stata quindi rinominata come famiglia Innes, concordemente con il nome del nuovo oggetto principale, 1658 Innes.